# Sovětsk (Kaliningradská oblast)
Sovětsk (či Sovetsk, rusky Советск), do roku 1946 Tylže (německy Tilsit), je město na řece Němen v Kaliningradské oblasti (dříve Východní Prusko), exklávě Ruské federace, na hranici s Litvou. Město bylo založeno roku 1288 a v roce 2021 mělo necelých 39 tisíc obyvatel.

## Geografie
Město Sovětsk leží na soutoku řeky Němen a Tylže.

## Historie města

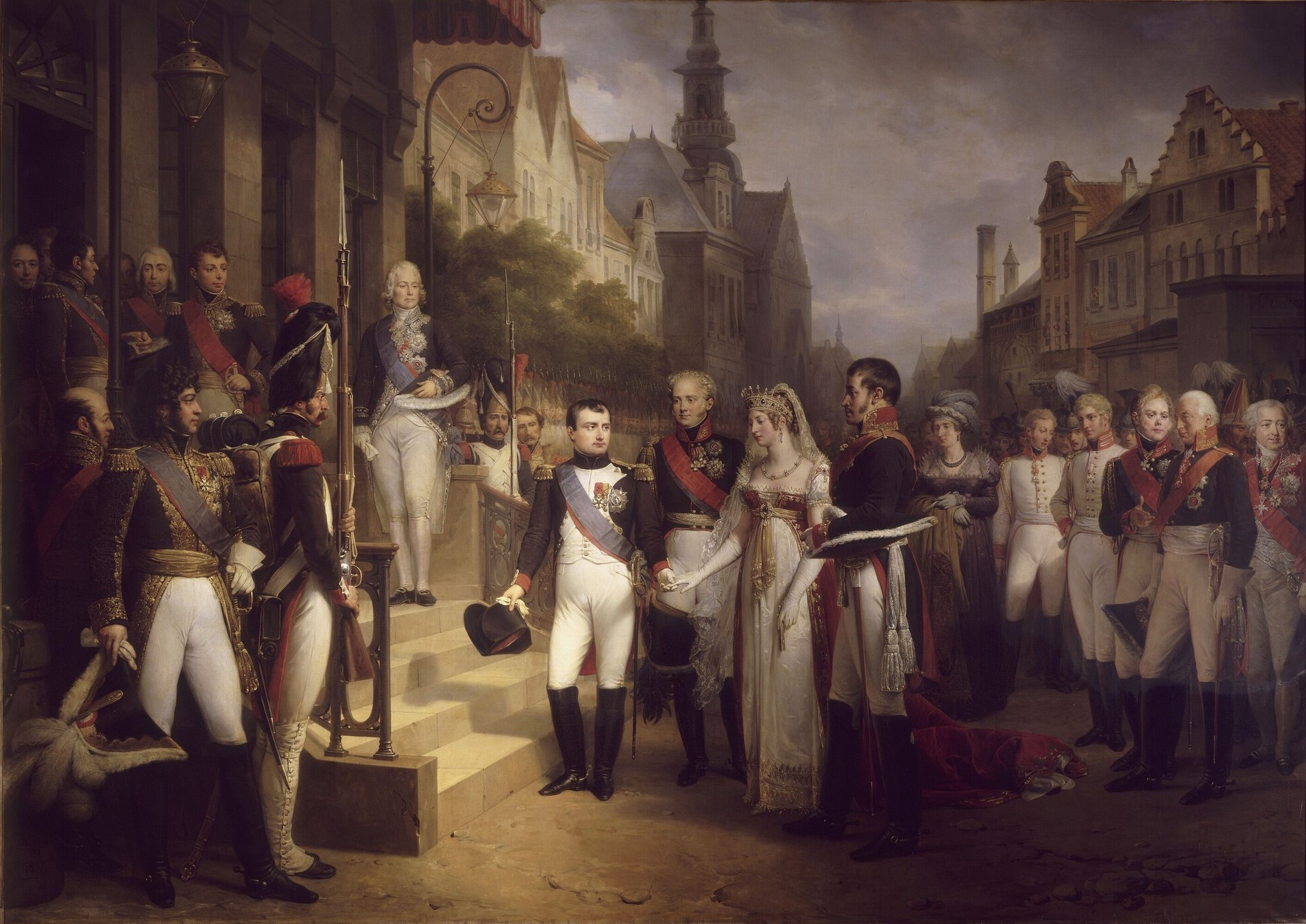
Napoleon, Alexandr I., královna Louisa a Fridrich Vilém III. v Tylži

Tylže vznikla jako osada okolo hradu Řádu německých rytířů zvaného Schalauner Haus, jež byl založen v roce 1288. Městská práva získala osada v rámci Pruska v roce 1552 od velmistra řádu německých rytířů Albrechta Braniborsko-Ansbašského. Město se ve středověku stalo významným centrem pro dřevařský průmysl. Během Sedmileté války bylo v období 1758–1762 město obsazeno ruskými vojsky, ale nepřišlo k žádné úhoně. Stejně tak přečkalo obsazení francouzskými vojáky během Napoleonských válek. Nejvíce se Tylže zapsala do historie jako místo, kde byl podepsán tzv. Tylžský mír mezi Francií a Ruskem (7. července 1807) a mezi Francií a Pruskem (9. července 1807). Napoleon pomocí míru téměř eliminoval Prusko (jeho území se scvrklo na polovinu) a Rusko si připoutal jako spojence. Po válce zůstalo město součástí Pruska.

### 19. století
V 19. století se stala pruská Tylže centrem mnoha litevských organizací, jednak protože venkovské oblasti byly z více než 50 % osídlené Litevci a hlavně jelikož v Rusku byla litevština v rámci rusifikace litevské populace zakázána. Ve městě se tiskly knihy v litevštině a následně je organizace zvaná knygnešys tajně pašovala do ruské části Litvy. Oblasti se tak díky jejímu oddělení od zbytku Litvy začalo říkat Malá Litva. V roce 1832 byla postavena silnice do tehdejšího Königsbergu (dnešní ruský Kaliningrad) a v roce 1853 do Memelu (dnešní litevská Klaipėda). Železnice byla zavedena v roce 1865 a následně protažena až do Memelu v roce 1875. Elektrické tramvaje začaly jezdit ulicemi Tylže v roce 1900. Město se stalo známé hlavně díky produkci sýra, tzv. tylžský sýr si získal jméno daleko za hranicemi země. Na konci 19. století město dosáhlo počtu obyvatel téměř 35 tisíc. Tylže v tomto období zažívala období prosperity a stala se významným německým centrem v oblasti.

### 20. století

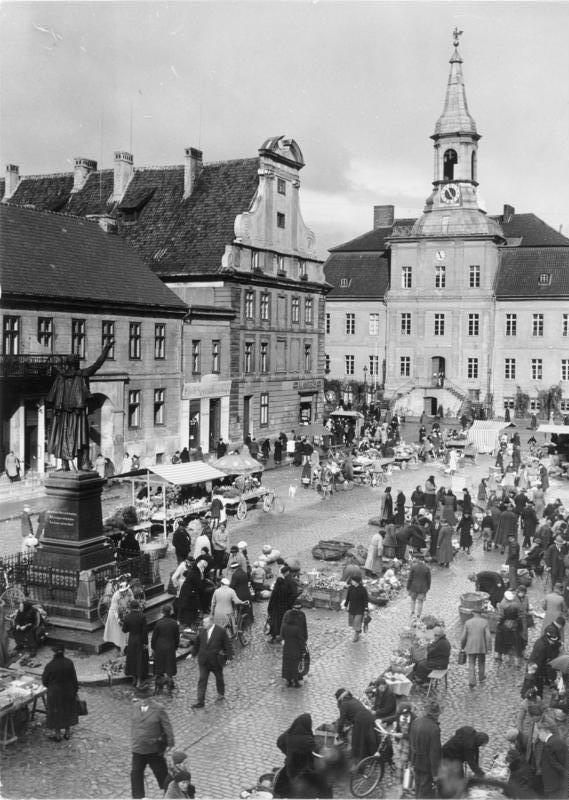
Tylžské náměstí s radnicí a pomníkem Maxe von Schenkendorfa (1930)

Na začátku první světové války byla Tylže obsazena na dva měsíce ruskými vojsky (26. srpen – 12. září 1914), ale nedošlo k žádnému poškození města a jinak se válka městu vyhnula. V roce 1918 vydali místní Litevci z organizace Lietuvininks tzv. Tylžská akta, v nichž požadovali připojení Malé Litvy k nově vzniklé samostatné Litvě. Versailleská smlouva ale ponechala město Německu. Naopak Memel byl připojen v roce 1923 k Litvě. Ztráta Memelu se následně na tylžské ekonomice podepsala velice negativně, protože město ztratilo velkou část svého zázemí.
Adolf Hitler navštívil Tylži těsně před vypuknutím války a z této návštěvy pochází známá fotografie z mostu přes řeku Němen. První bombardování zasáhlo město 21. dubna 1943 a další následovala až do července 1944. V říjnu 1944 postoupila Rudá armáda do Memelu a v Tylži byla vyhlášena evakuace veškerého německého obyvatelstva. Následovalo těžké dělostřelecké ostřelování města, které ho zničilo z 80 %. Dne 20. ledna 1945 vstoupili do města sovětští vojáci. Na základě postupimské dohody z roku 1945 připadlo město Sovětskému svazu. Němci, kteří zůstali v Tylži, byli vysídleni a jejich místo zaujali převážně Rusové z centrálního Ruska a Bělorusové. Počet obyvatel města se z téměř 60 tisíc v roce 1939 scvrkl na pouhých 6 500 v roce 1946. Od roku 1946 byla Tylže přejmenována na Sovětsk na počest nového politického řádu v oblasti a následně byla celá nově vzniklá Kaliningradská oblast včetně Sovětsku z vojenských důvodů hermeticky uzavřena od zbytku světa. Sovětsk se pokusil navázat na tradici známého tylžského sýra pod názvem sovětský sýr. Nikdy se ale nepodařilo dosáhnout kvality a reputace bývalého produktu.

### 21. století
Po rozpadu SSSR se Sovětsk stal součástí Ruska a slouží jako hraniční přechod do Litvy. 
V roce 2007 byl na popud ruské vlády do Sovětsku jako příhraničního města omezen přístup cizincům a Rusům nepobývajícím v oblasti. Pohraniční stráž vydávala zvláštní povolení pro vstup do oblasti, o které se muselo žádat 30 dní předem. Omezení pohybu osob výrazně zpomalilo rozvoj města. V červnu 2012 bylo omezení zrušeno a nyní se vztahuje pouze na břeh řeky Němen.

## Obyvatelstvo

### Vývoj obyvatelstva v průběhu doby
| Rok       | 1880   | 1900   | 1910   | 1925   | 1933   | 1939   | 1946  | 1959   | 1970   | 1979   | 1989   | 2002   | 2010   | 2021   |
| Obyvatelé | 21 400 | 34 539 | 39 013 | 50 834 | 57 286 | 59 105 | 6 500 | 31 941 | 38 456 | 40 181 | 41 881 | 43 224 | 41 705 | 38 514 |

### Etnické složení obyvatelstva
Při sčítání lidu v roce 2010 bylo etnické složení v městě následující:
| - 86,8 % Rusové - 3,5 % Ukrajinci - 3,3 % Litevci - 2,7 % Bělorusové - 0,7 % Romové |  | - 0,6 % Němci - 0,4 % Arméni - 0,4 % Tataři - 0,3 % Azerové - 1,4 % ostatní |

## Galerie

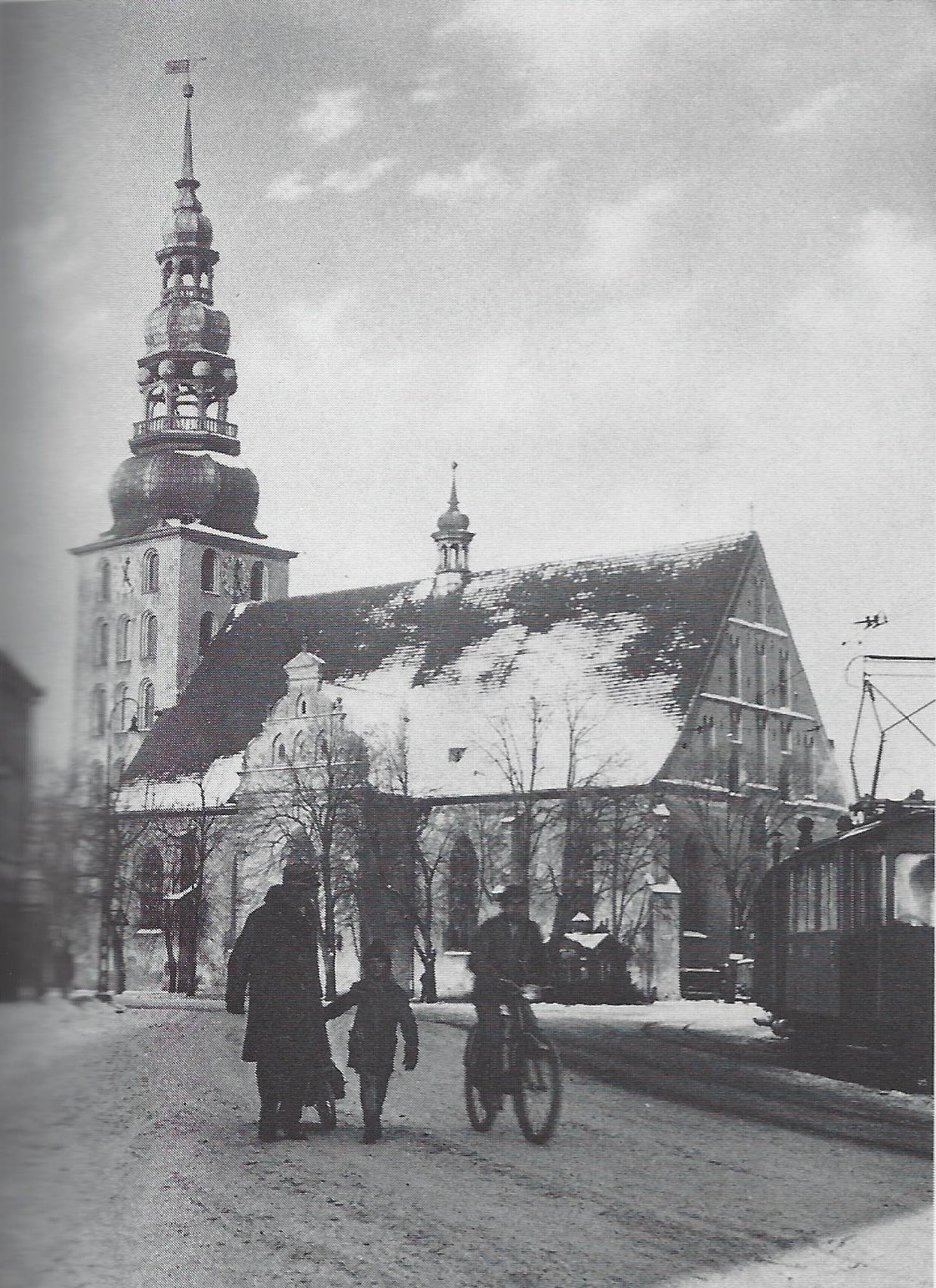
Tylžský evangelický kostel v roce 1933
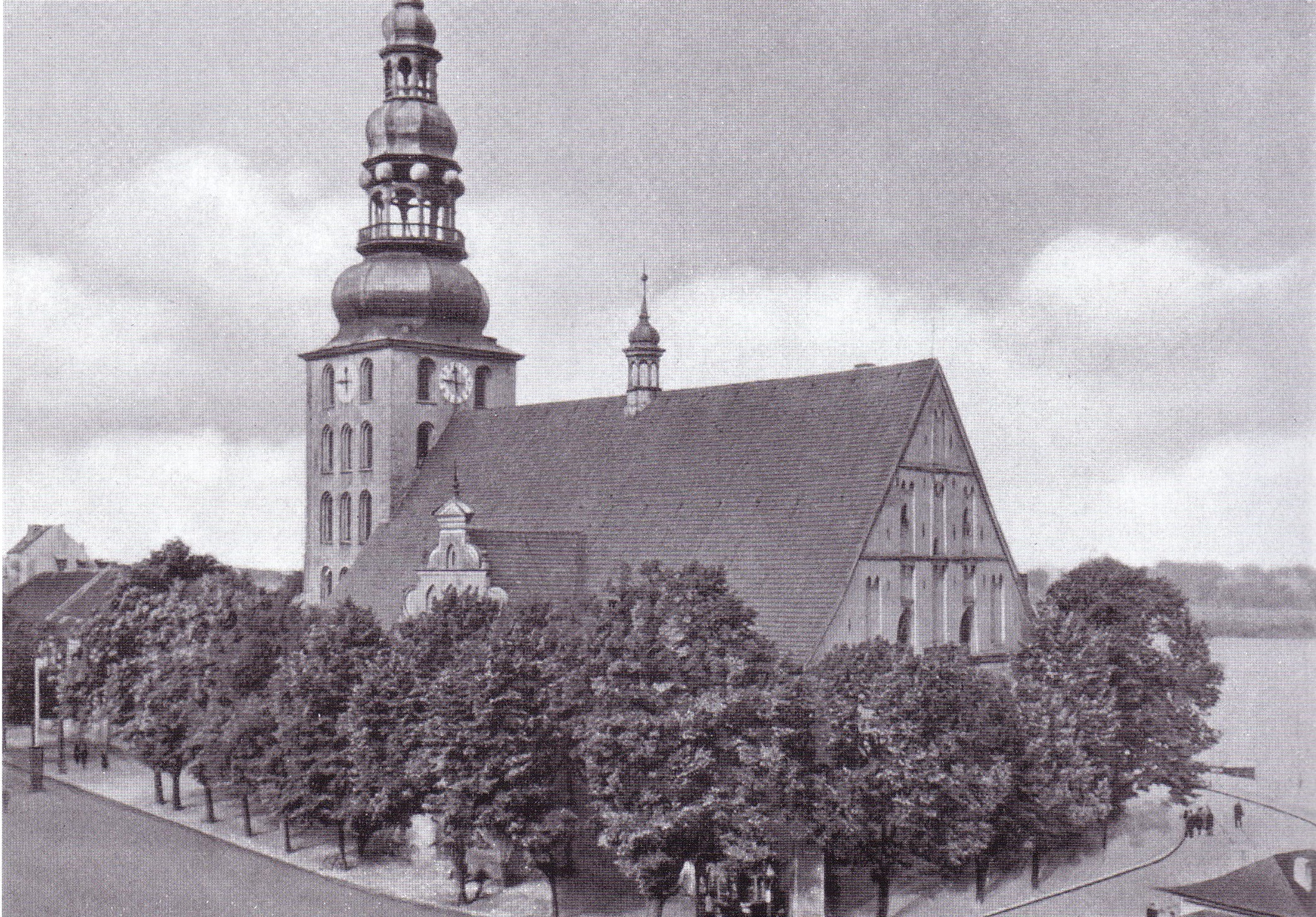
Bývalý evangelický kostel v Tylži
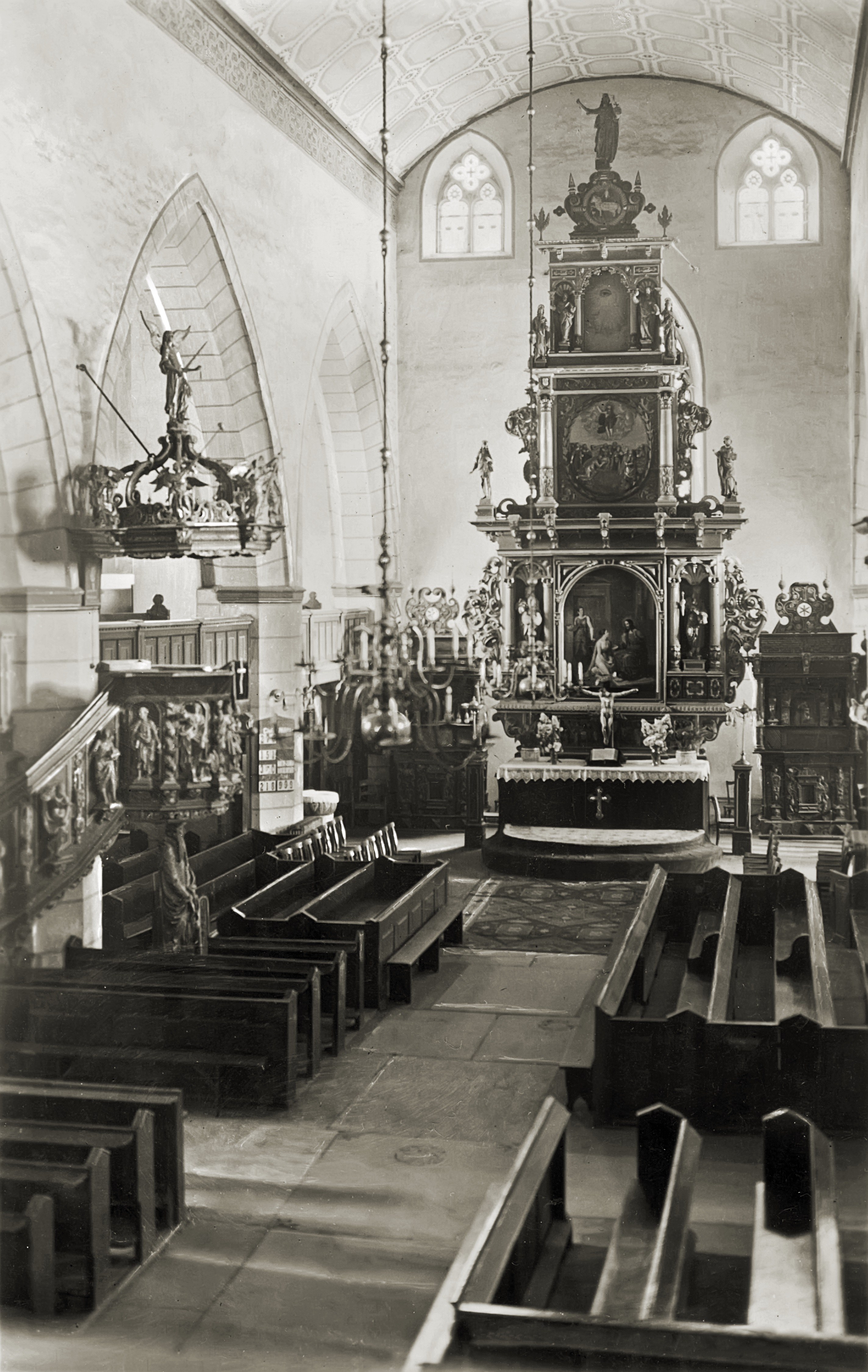
Interiér Tylžského kostela
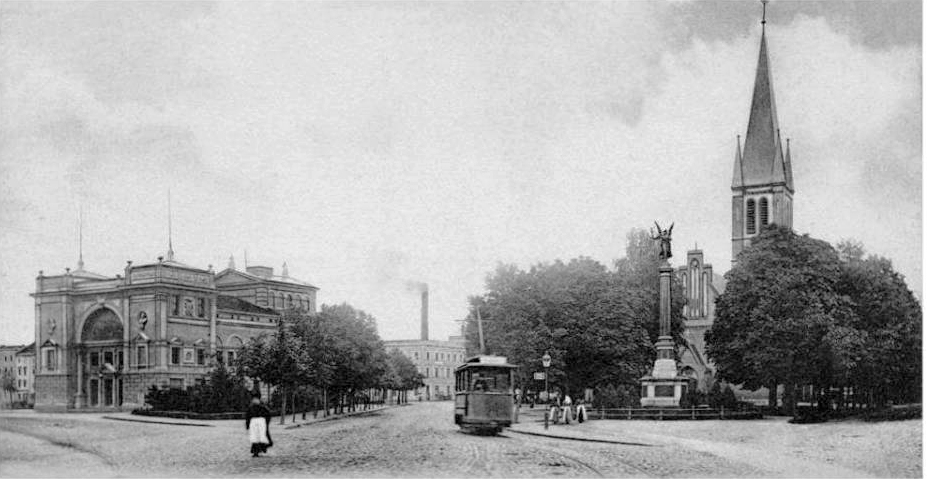
Staré centrum Tylže
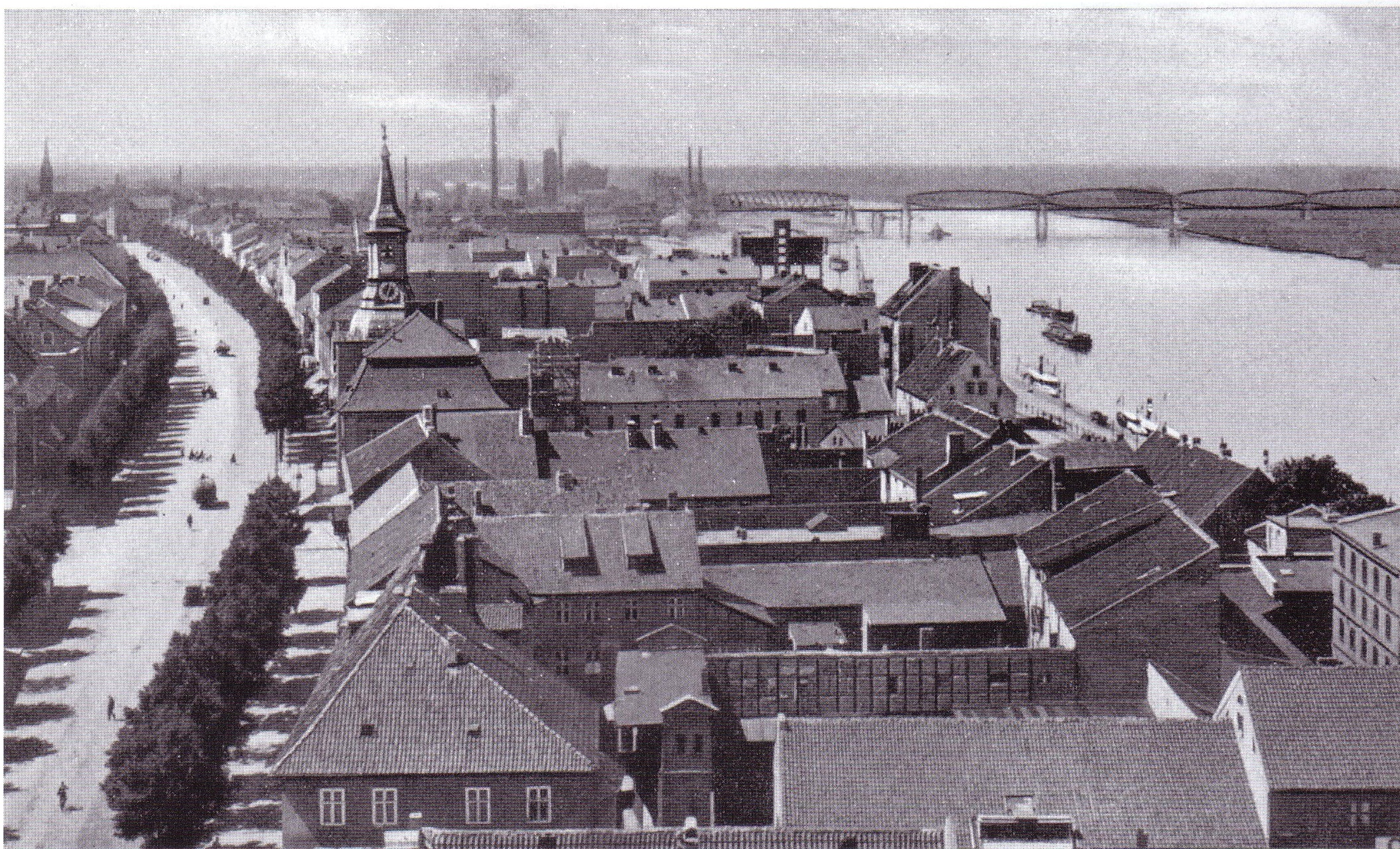
Německá ulice a řeka Němen v Tylži
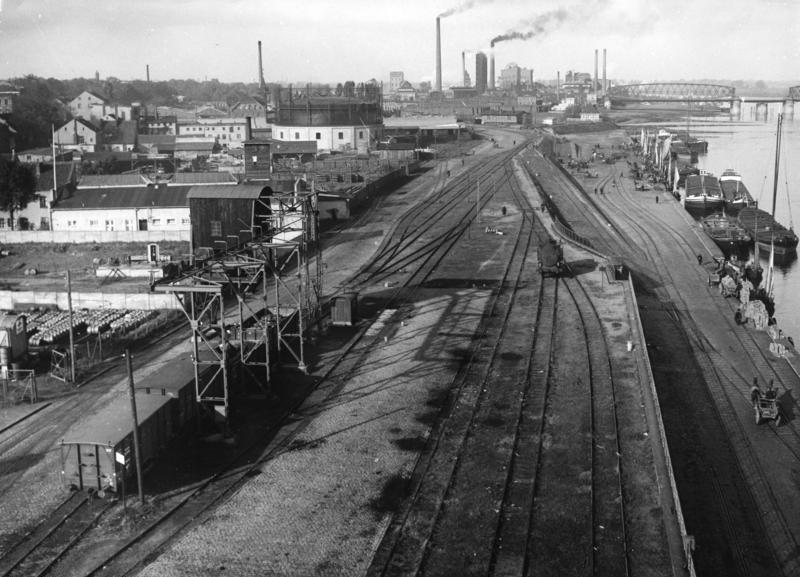
Tylžský přístav v 30. letech
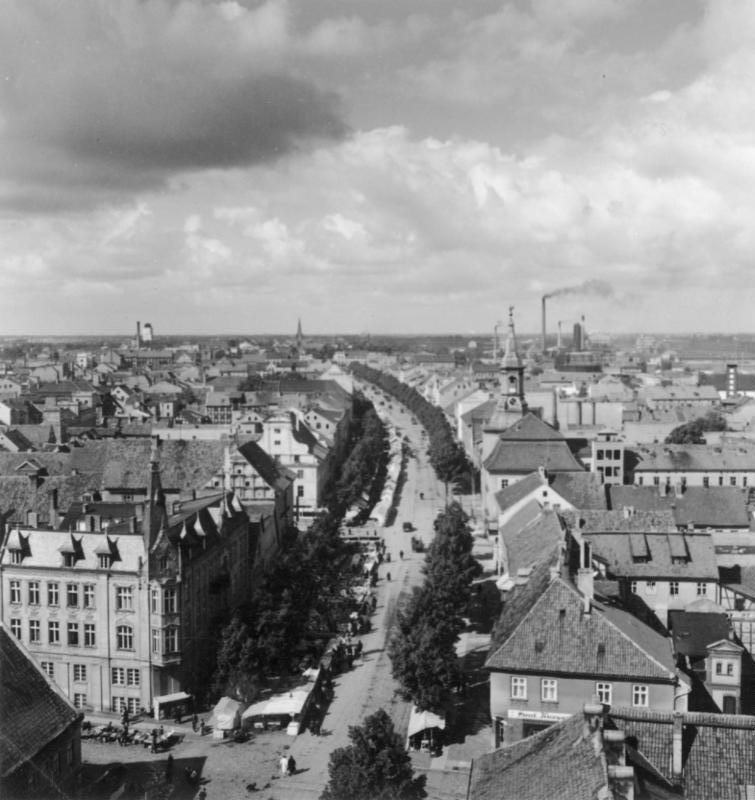
Německá ulice v Tylži před rokem 1945
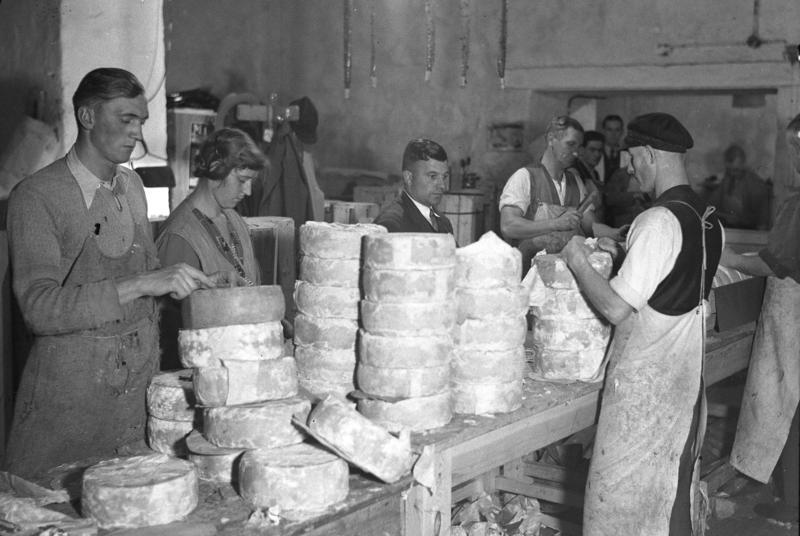
Příprava tylžského sýru (30. léta)
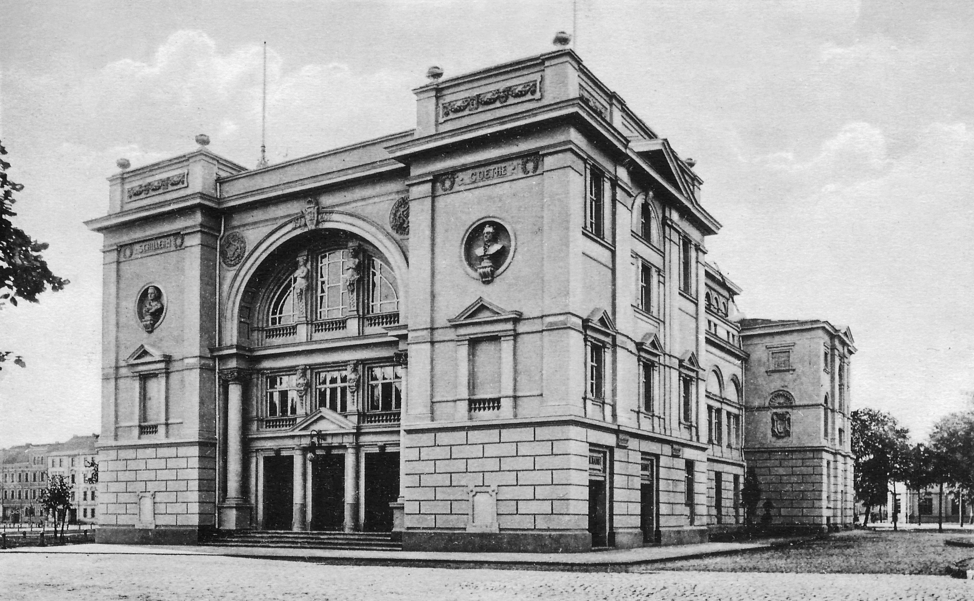
Tylžské divadlo
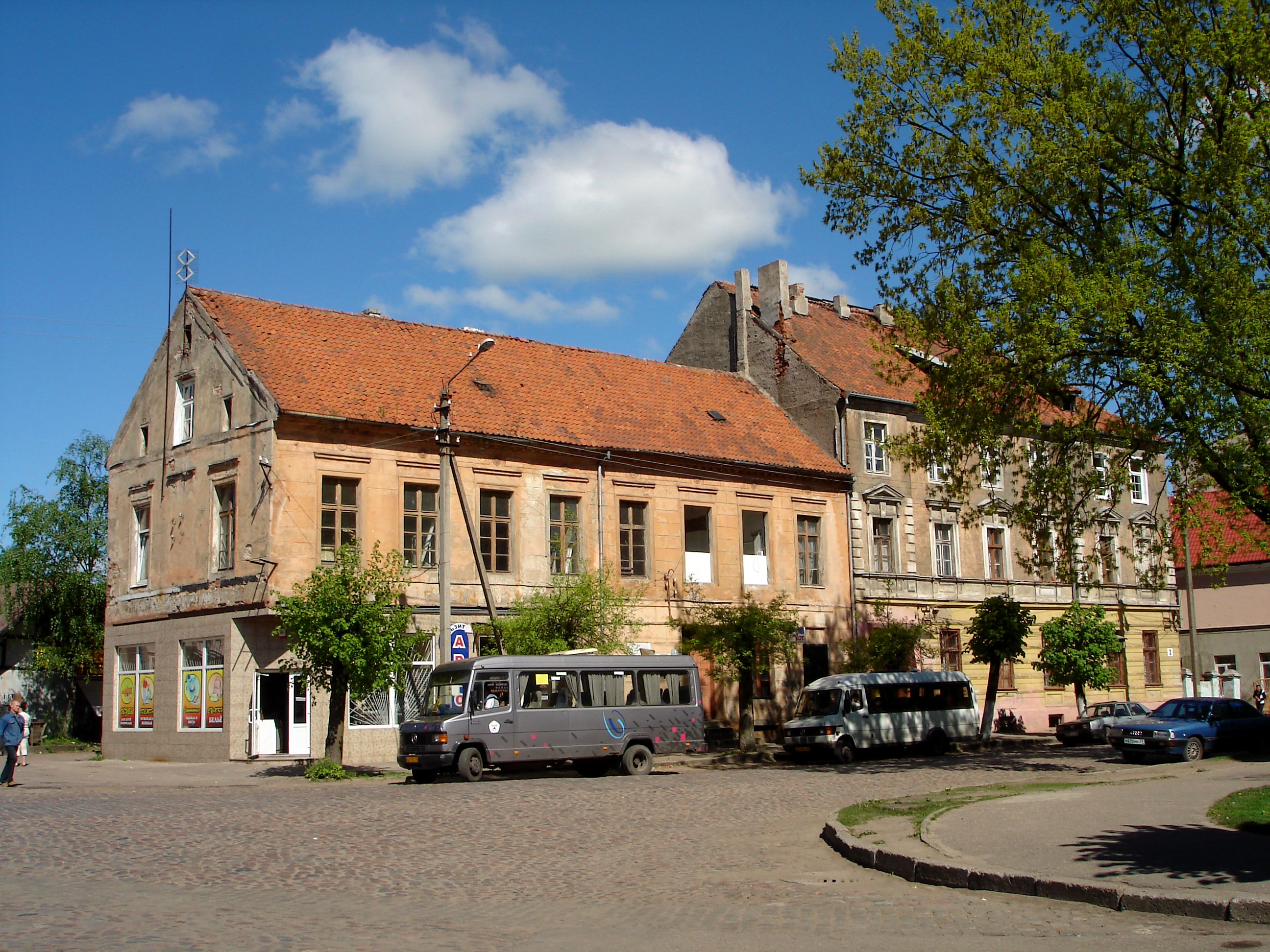
Pozůstatek německé zástavby v Sovětsku
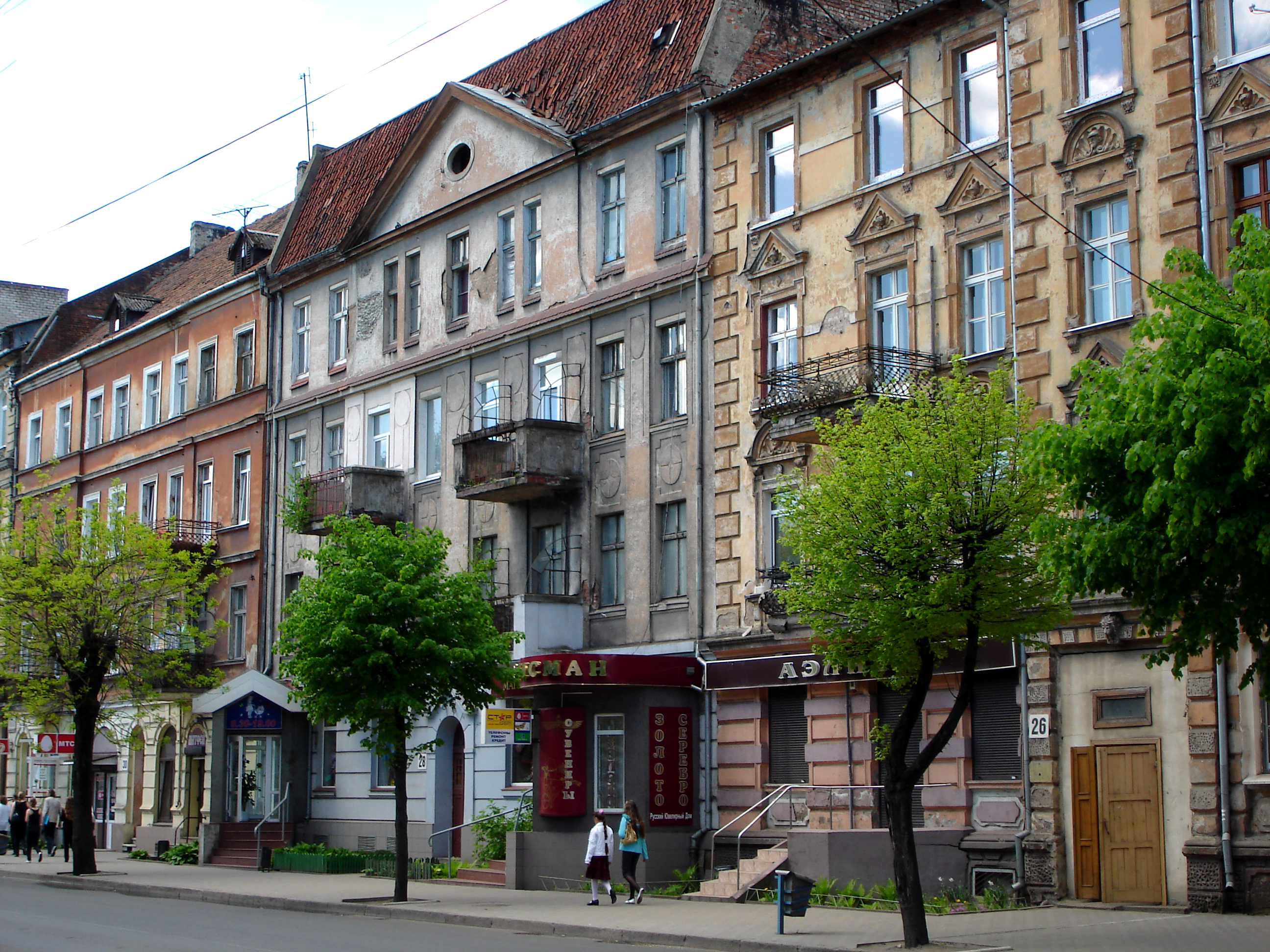
Staré město v Sovětsku s německou zástavbou
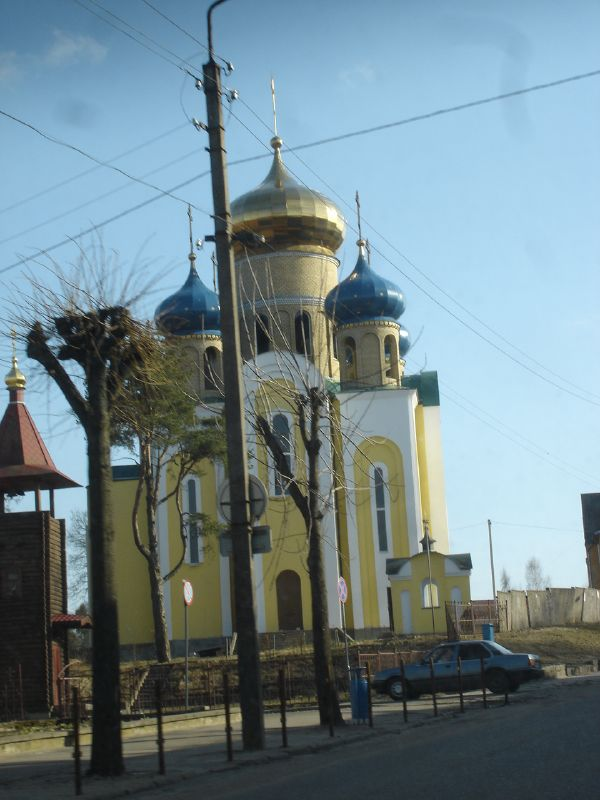
Ruský ortodoxní kostel v Sovětsku
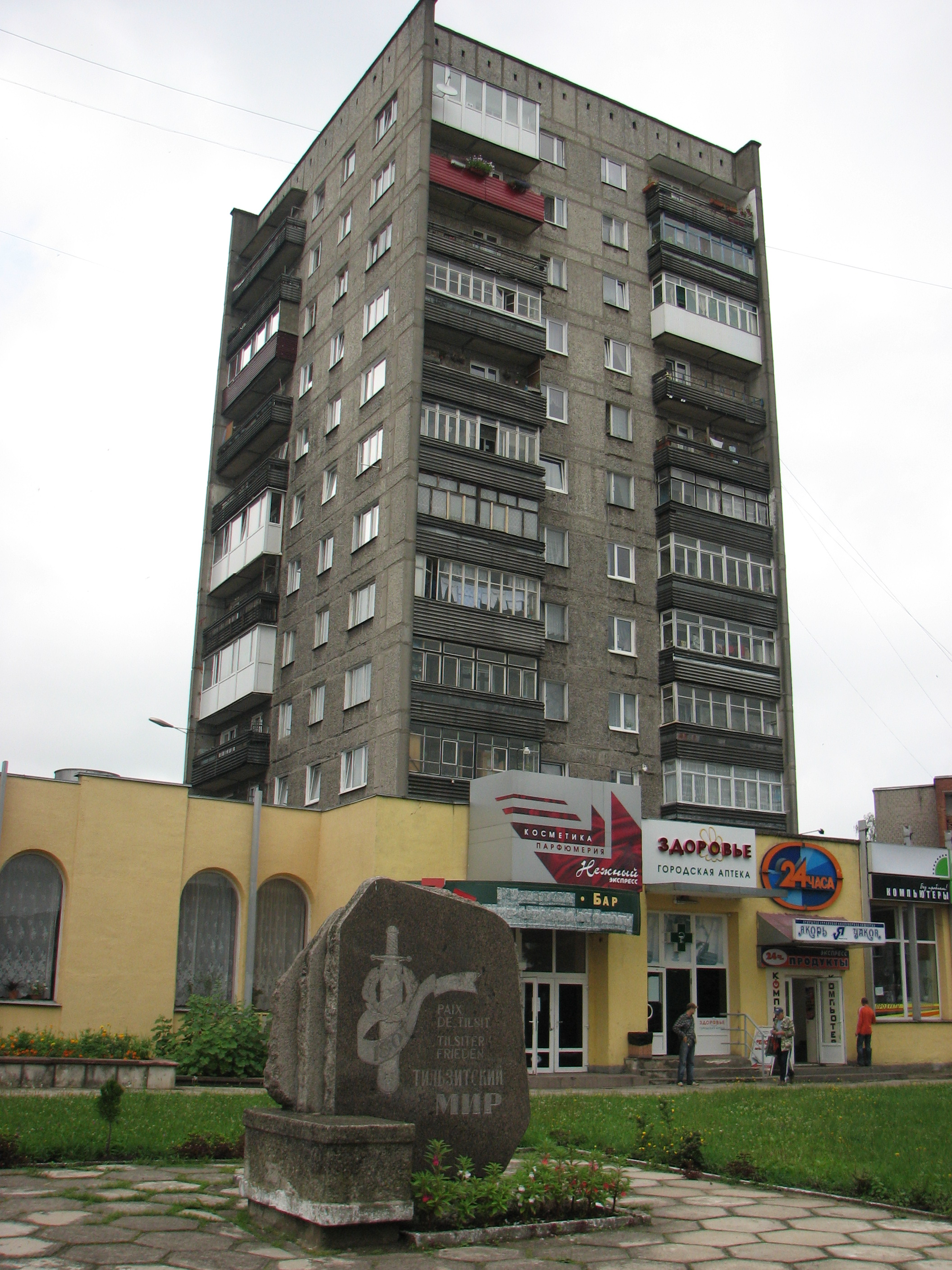
Pomník míru v Sovětsku
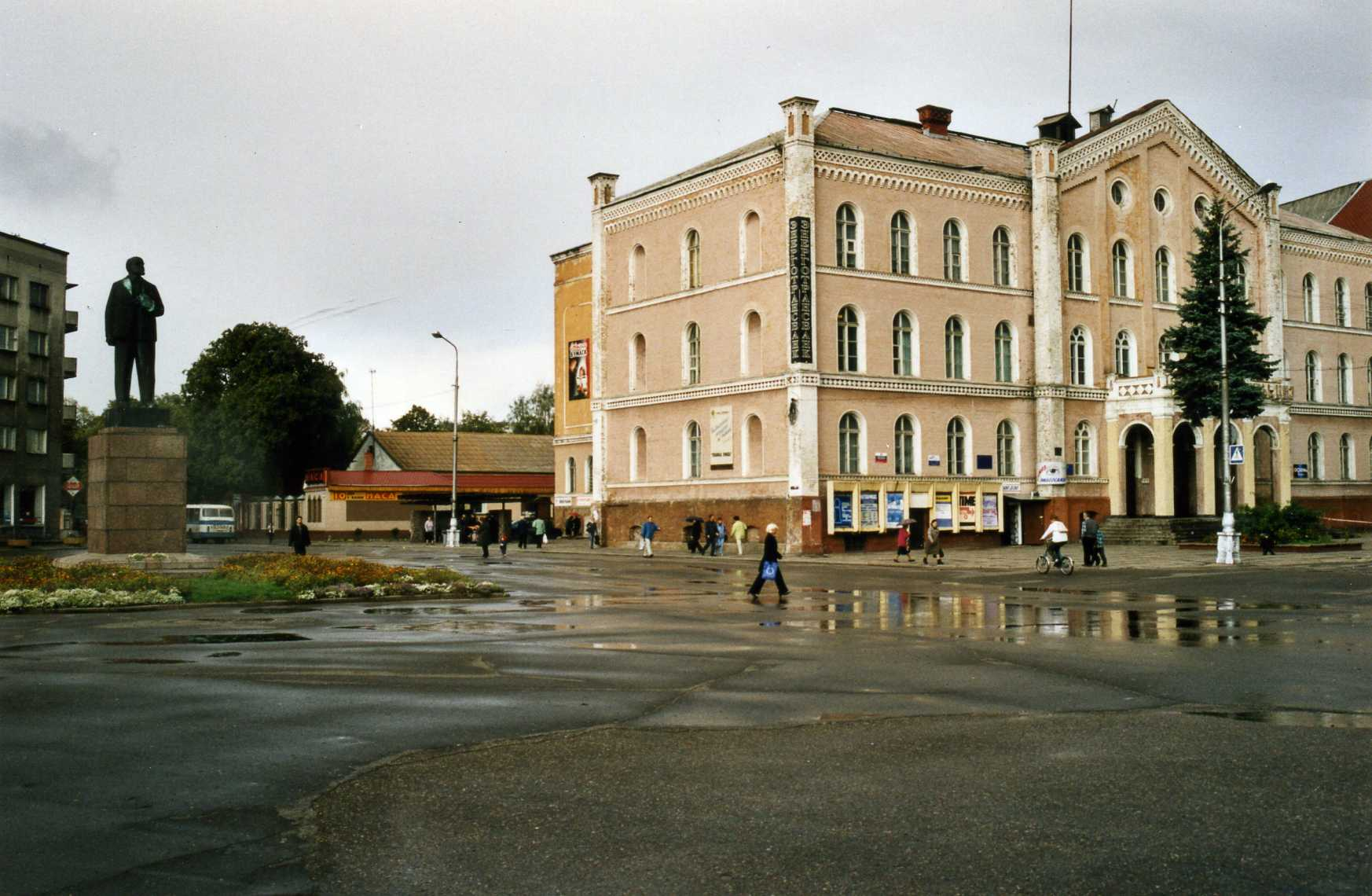
Hlavní náměstí se sochou Lenina
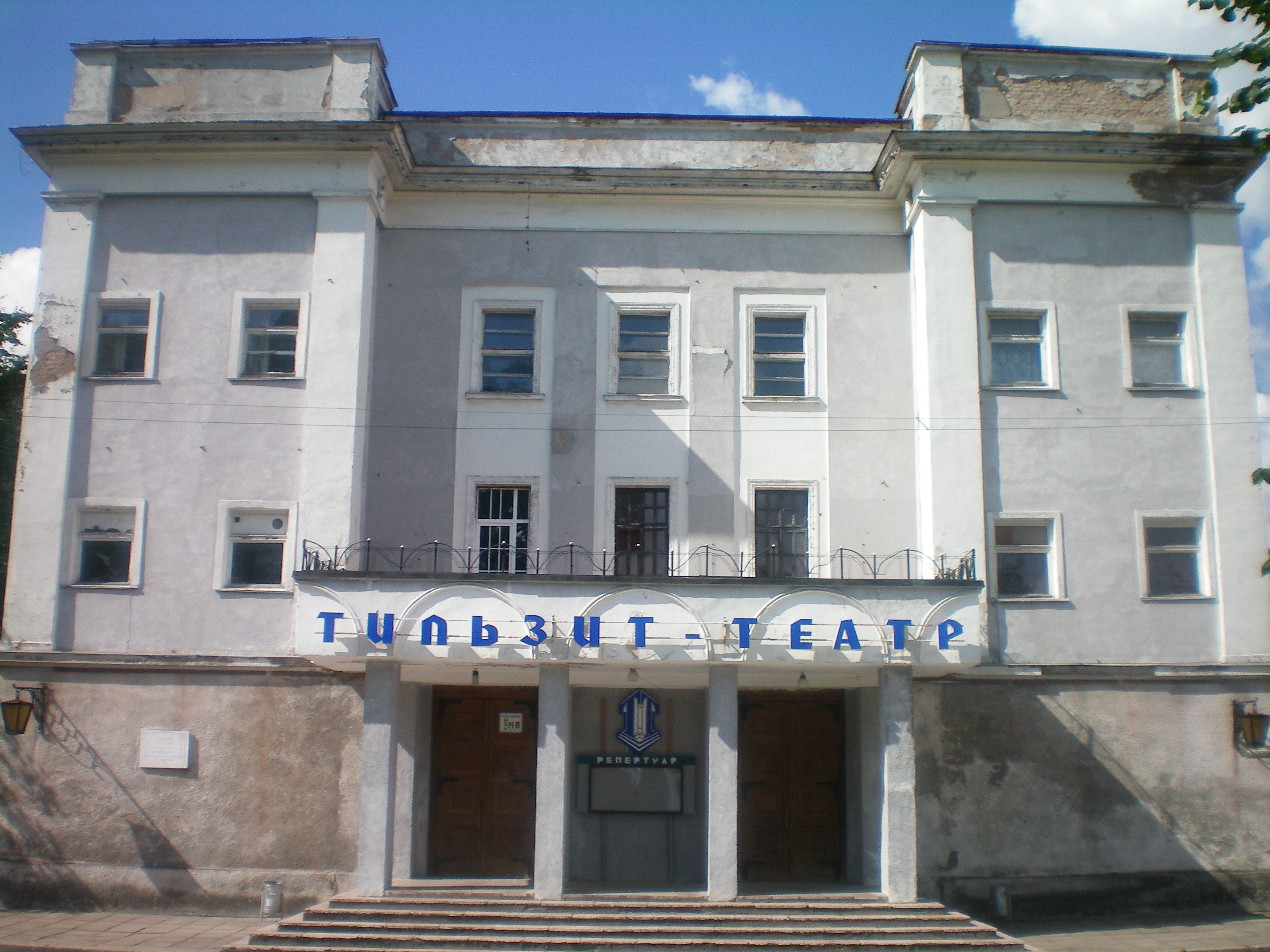
Divadlo v Sovětsku
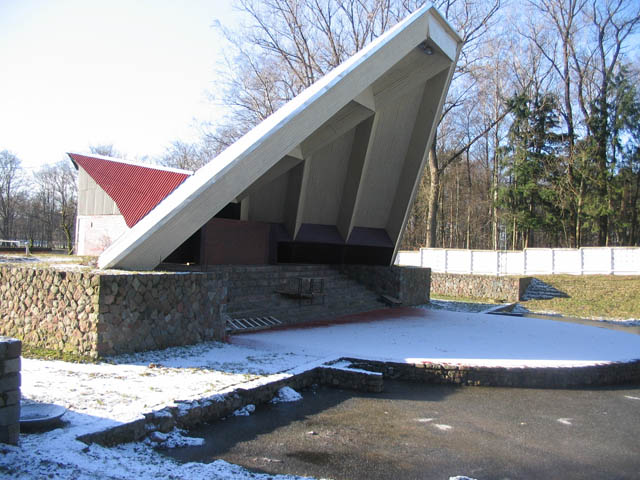
Sovětský amfiteátr

## Významní rodáci
- Johannes Bobrowski, německý spisovatel
- John Kay, kanadsko-americký rockový hudebník
- Armin Mueller-Stahl, německý herec